# Los Álamos
Los Álamos – miasto w Chile, w regionie Biobío, w prowincji Arauco.